# Доминик, Мэттью
Мэттью Стюарт Доминик (англ. Matthew Stuart Dominick; (род. 7 декабря 1981) — лётчик-испытатель ВМС США и астронавт НАСА. 4 марта 2024 года стартовал в качестве командира экипажа космического корабля миссии SpaceX Crew-8 на американском частном многоразовом космическом корабле Crew Dragon компании SpaceX c помощью тяжелой ракеты-носителя Falcon 9 к Международной космической станции. Участник космических экспедиций МКС-70/МКС-71.

## Ранние годы, образование
Родился 7 декабря 1981 года в городе Уит-Ридж (штат Колорадо) в семье Дональда и Ронды Доминик. Окончил начальную и среднюю школу в городе Голден. В 2005 году окончил Университет Сан-Диего и получил степень бакалавра наук в области электротехники. Во время учёбы в университете прошёл курс по программе подготовки офицеров резерва. Окончил Аспирантуру ВМС США и получил степень магистра по системотехнике.

## Военная карьера
В 2005 году после окончания университета поступил на службу в ВМС США. Прошёл начальную лётную подготовку в Пенсаколе (штат Флорида), в 2007 году был назначен военно-морским лётчиком и получил назначение в 106-ю штурмовую эскадрилью на авиастанции ВМС в Вирджинии, где переучился с VFA-106 на истребитель Boeing F/A-18E/F Super Hornet.
После переподготовки был направлен в 143-ю штурмовую эскадрилью, в составе которой совершил два боевых похода в Аравийское море, где участвовал в операции «Несокрушимая свобода», в ходе которой совершил 61 боевой вылет. Затем прошёл подготовку в Школе летчиков-испытателей ВМС США на авиастанции Пэтьюксент-Ривер (штат Мэриленд). В 2012 году присвоено звание лейтенант ВМС США.
С 2013 по 2016 год служил лётчиком-испытателем в 23-й испытательной эскадрилье, летал на самолётах F/A-18А, F/A-18В, F/A-18С, F/A-18D, F/A-18Е Super Hornet, F/A-18F Super Hornet и ЕА-18 Growler, занимался вопросами обеспечения точного захода и посадки на авианосец.
С 2016 года служил в 115-й истребительно-штурмовой эскадрилье в составе сил передового базирования на базе Ацуги в Японии. В 2017 году присвоено звание лейтенант-коммандер ВМС США. 25 мая 2017 года, когда ему сообщили об отборе в кандидаты, находился в походе на авианосце «Рональд Рейган». 1 сентября 2020 года присвоено звание коммандер ВМС США.
На счету Т. Доминика более 1600 часов налёта на 28 самолётах, 400 штатных посадок на авианосец, 61 боевой вылет и почти 200 испытательных посадок на авианосец.

## Космическая подготовка
В мае 2012 года был включён в список полуфиналистов ВМС США направленный в НАСА для включения в число кандидатов 21-го набора астронавтов, но на обследование в Космический центр имени Линдона Джонсона не вызывался.
7 июня 2017 года был зачислен в отряд астронавтов НАСА в составе 22-го набора НАСА в качестве кандидата в астронавты. 18 августа 2017 года приступил к прохождению курса базовой общекосмической подготовки. 10 января 2020 года была присвоена квалификация астронавт.
9 декабря 2020 года на заседании Национального совета по космосу США было объявлено о его включении в группу астронавтов для подготовки к пилотируемым лунным экспедициям в рамках программы «Артемида».
Проходит подготовку в качестве командира дублирующего экипажа миссии SpaceX Crew-7. В апреле 2023 года дублеры миссии Crew-7 в составе астронавтов Майкла Барратта, Мэттью Доминика, Джанетт Эппс и космонавта Александра Гребёнкина провели тренировки в Центре подготовки космонавтов имени Ю. А. Гагарина по устранению нештатных ситуаций на российском сегменте станции.

### Полёт в космос
4 марта 2024 года в 6:53 (мск) отправился в качестве командира экипажа космического корабля Crew Dragon на МКС в рамках миссии SpaceX Crew-8. Запуск корабля Crew Dragon с миссией SpaceX Crew-8 осуществлён с помощью ракеты-носителя Falcon 9 со стартовой площадки 39A Космического центра имени Кеннеди НАСА в штате Флорида. 5 марта в 10:28 мск корабль Crew Dragon причалил к узловому модулю «Гармония» американского сегмента МКС.
23 октября 2024 года в 21:05 UTC (00:05 мск 24 октября) корабль отстыковался от МКС. Crew Dragon «Индевор» был состыкован с МКС — 232 дня, это рекордное время нахождения на станции, как для кораблей Dragon, так и для других пилотируемых кораблей на МКС. 25 октября 2024 года в 07:29:02 UTC (10:29:02 мск 24 октября) корабль приводнился в Мексиканском заливе недалеко от Пенсаколы (Флорида).
Это была самая продолжительная миссия пилотируемого космического корабля в истории космонавтики — 235 дней 3 часа 35 минут (предыдущий рекорд принадлежал кораблю «Союз МС-23» — 215 дней 10 часов 53 минуты).
Статистика
| # | Стартовый корабль         | Старт                | Экспедиция | Корабль посадки           | Посадка                  | Налёт                    | Выходы в открытый космос | Время в открытом космосе |
| - | ------------------------- | -------------------- | ---------- | ------------------------- | ------------------------ | ------------------------ | ------------------------ | ------------------------ |
| 1 | Crew Dragon SpaceX Crew-8 | 04.03.2024, 3:53 UTC | МКС-70/71  | Crew Dragon SpaceX Crew-8 | 25.10.2024, 07:29:02 UTC | 235 дней 3 часа 35 минут | 0                        | 0                        |

## Награды
- три Воздушные медали (США) от ВМС США[1];
- три похвальные медали ВМС и Корпуса морской пехоты[англ.][1];
- медалью «За успехи» ВМС и Корпуса морской пехоты[1][3].

## Семья
Женат на Фейт Доминик. В семье двое дочерей.